# Iulie 1985
Acest articol este generat integral pe baza informațiilor din articolul 1985 și este actualizat periodic de un robot.
 Editările făcute în articol vor fi șterse la următoarea actualizare! Dacă doriți să faceți modificări, editați articolul-sursă.

ianuarie -
februarie -
martie -
aprilie -
mai -
iunie -
iulie -
august -
septembrie -
octombrie -
noiembrie -
decembrie
Iulie 1985 a fost a șaptea lună a anului și a început într-o zi de luni.

## Evenimente
- 1 iulie: Luxemburgul preia Președinția Consiliului Comunităților Europene.
- 7 iulie: Jucătorul de tenis german, Boris Becker, câștigă finala masculină a Wimbledonului; este cel mai tânăr câștigător la 17 ani și 7 luni.

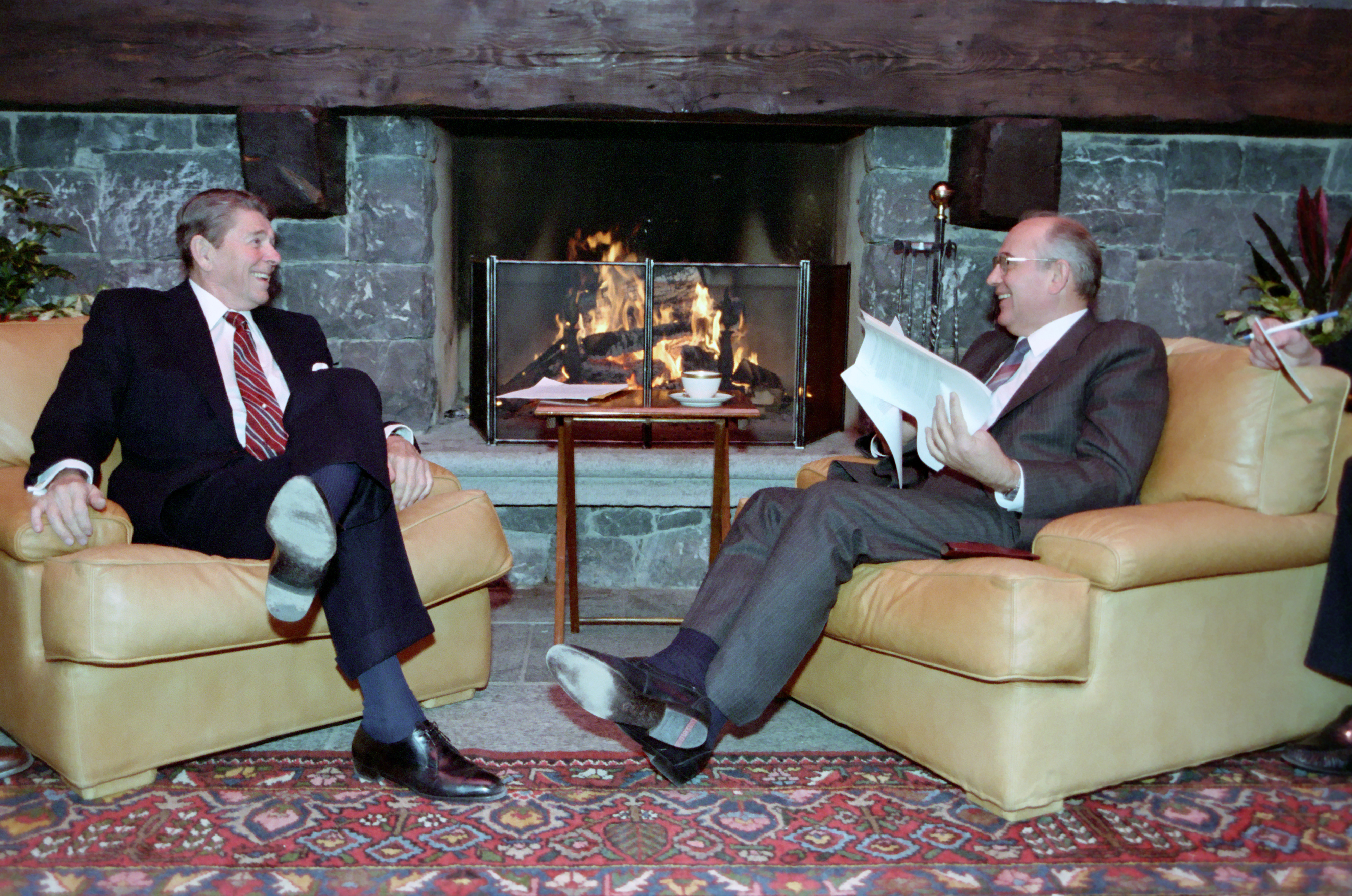
19 noiembrie: Întâlnire Reagan - Gorbaciov.

- 13 iulie: A avut loc (simultan la Londra și Philadelphia) celebrul concert Live Aid, organizat de Bob Geldof.

## Nașteri

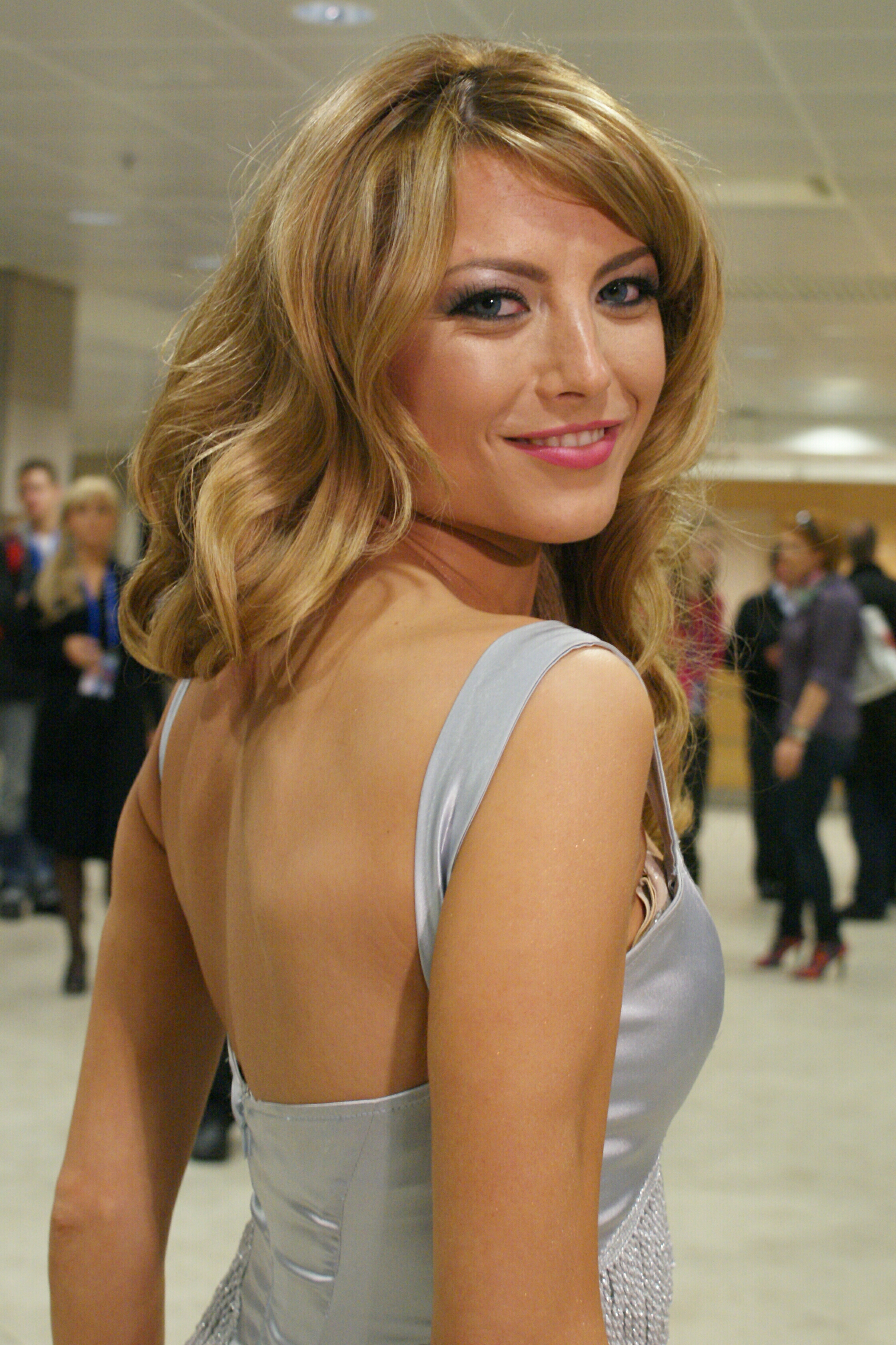
Elena Gheorghe, cântăreață română
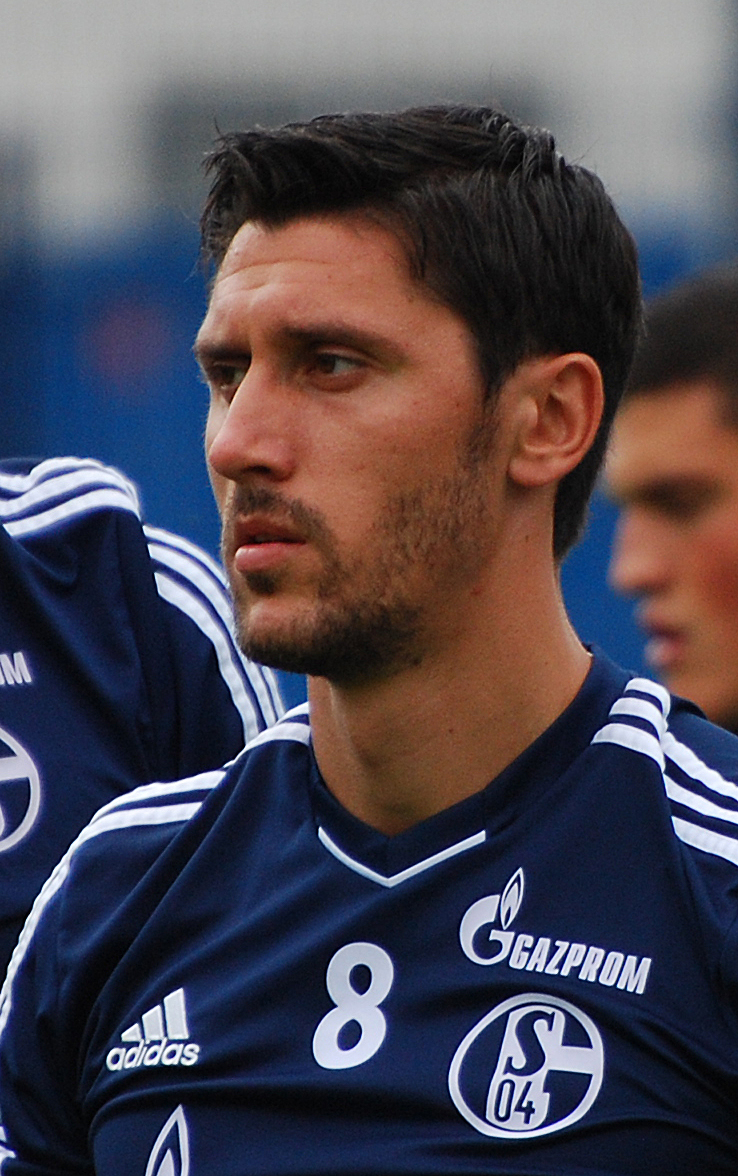
Ciprian Marica, fotbalist român
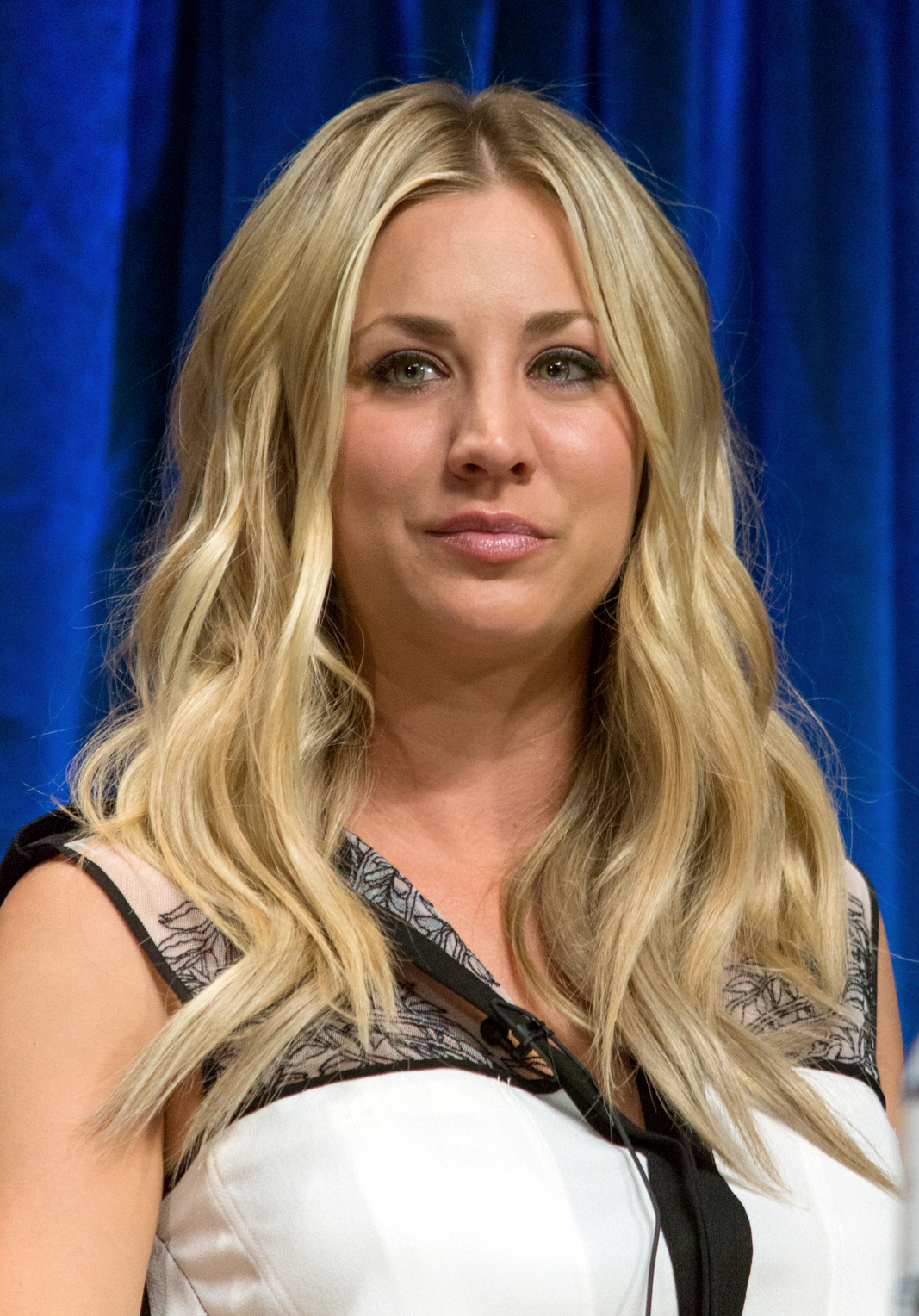
Kaley Cuoco, actriță americană

- 1 iulie: Léa Seydoux, actriță franceză
- 3 iulie: Djena (Desislava Valentinova Nedelceva), cântăreață bulgară
- 3 iulie: Dzhena, cântăreață bulgară
- 6 iulie: Maria Arredondo, cântăreață norvegiană
- 6 iulie: Melisa Sözen, actriță turcă
- 6 iulie: D. Woods (Wanita Woodgette), cântăreață americană
- 8 iulie: Albert Saritov, sportiv rus (lupte libere)
- 9 iulie: Aleksei Ceremisinov, scrimer rus
- 9 iulie: Ashley Young, fotbalist englez
- 9 iulie: Oana-Silvia Țoiu, politiciană română
- 10 iulie: Mario Gómez, fotbalist german
- 10 iulie: Park Chu-Young, fotbalist sud-coreean
- 10 iulie: Park Chu-young, fotbalist sud-coreean
- 11 iulie: Orestis Karnezis, fotbalist grec
- 12 iulie: Paulo Vitor Barreto, fotbalist brazilian
- 12 iulie: Maurice Dalé, fotbalist francez
- 12 iulie: Luiz Ejlli, cântăreț albanez
- 12 iulie: María Belén Pérez Maurice, scrimeră argentiniană
- 13 iulie: Adrian Ionescu (Adrian Mădălin Ionescu), fotbalist român
- 13 iulie: Guillermo Ochoa, fotbalist mexican
- 13 iulie: Adrian Ionescu (fotbalist), fotbalist român
- 14 iulie: Phoebe Waller-Bridge, actriță britanică
- 14 iulie: Billy Celeski, fotbalist australian
- 15 iulie: Burak Yılmaz, fotbalist turc
- 16 iulie: Leonid Rudenko, muzician rus
- 16 iulie: Răzvan-Ion Ursu, politician român
- 16 iulie: Dejan Jakovic, fotbalist canadian
- 18 iulie: Mara Navarria, scrimeră italiană
- 21 iulie: Filip Polášek, jucător slovac de tenis
- 22 iulie: Ryan Dolan, cântăreț britanic
- 24 iulie: Ciprian Mega, preot și cineast român
- 25 iulie: Stelios Parpas, fotbalist cipriot
- 25 iulie: Nelson Piquet jr. (Nelson Ângelo Tamsma Piquet Souto Maior), pilot brazilian de Formula 1
- 25 iulie: Nelson Piquet jr, pilot de curse auto brazilian
- 26 iulie: Gaël Clichy, fotbalist francez
- 26 iulie: Francisco Molinero, fotbalist spaniol
- 27 iulie: Daniel Gheorghe, politician român
- 28 iulie: Mathieu Debuchy, fotbalist francez
- 30 iulie: Elena Gheorghe, cântăreață aromână
- 30 iulie: Chris Guccione, jucător australian de tenis
- 30 iulie: Benjamin Kleibrink, scrimer german
- 30 iulie: Pintassilgo (Carlos Pedro Carvalho Sousa), fotbalist portughez
- 30 iulie: Ilena Gheorghi, cântăreață română
- 30 iulie: Ilena Gheorghi, cântăreață  aromână

## Decese
- 6 iulie: Andrew Cardozo Fluegelman, 41 ani, editor american (n. 1943)
- 8 iulie: Simon Kuznets, 84 ani, economist de etnie ucraineană, laureat al Premiului Nobel (1971), (n. 1901)
- 12 iulie: Alexandru Bidirel, 66 ani, rapsod popular român, din Bucovina (n. 1918)
- 12 iulie: Ștefan Manciulea, 90 ani, istoric român (n. 1894)
- 16 iulie: Heinrich Theodor Böll, 67 ani, scriitor, romancier, dramaturg și poet german, laureat al Premiului Nobel (1972), (n. 1917)
- 17 iulie: Susanne Langer, 89 ani, filosoafă americană (n. 1895)
- 18 iulie: Aurel Ciupe, 85 ani, pictor român (n. 1900)